# 坂口渚沙
坂口 渚沙（さかぐち なぎさ、2000年〈平成12年〉12月23日 - ）は、日本のアイドル、YouTuberである。女性アイドルグループLarmeRのメンバーであり、AKB48の元メンバーである。
北海道旭川市出身。Sizuk Entertainment所属。

## 来歴
2014年、『AKB48 Team 8 全国一斉オーディション』に北海道代表として合格。同年10月5日、UHB北海道文化放送において自身初となる冠番組『なぎさちゃんのミライ！トライ！ティービー』が放映開始された。
2015年3月26日、さいたまスーパーアリーナで開催された『AKB48春の単独コンサート〜ジキソー未だ修行中!〜』内で行われた「春の人事異動」において、AKB48チームBとの兼任が発表され、同年9月1日より兼任開始。同年5月20日発売のAKB48の40thシングル『僕たちは戦わない』で初めてシングル表題曲の選抜メンバーに選出された。
2016年5月から6月にかけて投票が実施された『AKB48 45thシングル 選抜総選挙』では70位で、選抜総選挙にチーム8からは倉野尾成美（34位）とともに初めてランクインし、アップカミングガールズに選出された。同年7月に日清食品より自身初となる単独出演CM『麺ニッポン札幌濃厚味噌ラーメン』が北海道ローカル枠で放映された。
2017年1月14日に自身初のソロコンサート『新春!チーム8祭り〜坂口渚沙の乱〜』をTOKYO DOME CITY HALLで開催した。同年5月から6月にかけて投票が実施された『AKB48 49thシングル 選抜総選挙』では69位となり、アップカミングガールズに選出された。同じく6月には、札幌トヨペットより単独出演CM『TOYOTA 新型ハリアー・C-HR』が北海道ローカル枠で放映された。同年12月8日に開催された『AKB48劇場12周年特別記念公演』において発表された新チーム体制への移行により、2018年4月より兼任先がチームBからチーム4となった。
2018年3月3日、北海道赤十字血液センターから「北海道♥献血推進ガール」の委嘱を受け、札幌市内の同センターで委嘱状交付式に出席した。同年4月から、ベル食品より単独出演CM『ジンギスカンたれ』が北海道ローカル枠で放映。以降5本のCMに出演している。翌5月から6月にかけて投票が実施された『AKB48 53rdシングル 世界選抜総選挙』で47位にランクインした。前年より大幅にランクアップし、ネクストガールズに選出された。

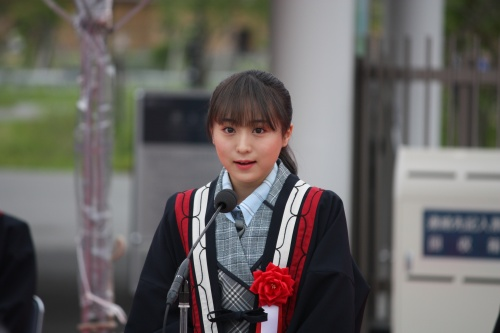
ウポポイオープニングイベント（2020年）

同年10月、北海道白老町に2020年4月オープン予定の国立アイヌ民族博物館を中核とする「民族共生象徴空間（愛称：ウポポイ）」開設PRアンバサダーに就任した。2020年7月12日の開業日にはPRアンバサダーとして来場した。
2019年3月13日発売のAKB48の55thシングル『ジワるDAYS』で『僕たちは戦わない』以来15作（3年10か月）ぶりに選抜メンバーに復帰した。さらに同年10月24日には地元の旭川市より委嘱を受け、旭川観光大使に就任した。
2020年4月3日、YouTubeチャンネル「なぎなぎTube」を開設した。
2021年12月8日に開催された『AKB48劇場16周年特別記念公演』において組閣発表が行われ、兼任先がチームBに戻ることが発表された。
2023年4月末でのチーム8の活動休止に伴い、5月1日よりチームB専任のメンバーとなった。同年6月25日、AKB48劇場で行われた浅井チームB「アイドルの夜明け」公演で、AKB48からの卒業を発表。同年8月5日に開催された『AKB48現チームファイナルコンサート2023 in KT Zepp Yokohama 〜結局 誰もみんな チームB推し ですよね？〜』をもってAKB48を卒業し、3411日（9年4か月と2日）の活動を終えた。
同年11月1日、自身のSHOWROOMにて、キングレコードでAKB48の音楽プロデュースを手がけた湯浅順司が代表を務める事務所「Sizuk Entertainment」に第一号アーティストとして所属することを発表。12月1日、同事務所が開催したアイドルオーディション「Sizuk Entertainment 1st Idol Audition 2023」から選ばれたメンバーとともに、新たに結成されたグループ「LarmeR（ラルメール）」に参加。

## 人物
愛称は、なぎ。
左利きである。

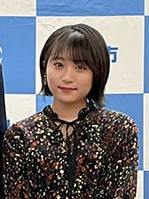
2022年

特技は、跳び箱と長芋を誰よりも早く擦ることだと本人はいう。
好きな食べ物は焼肉で、苦手な食べ物は抹茶とバニラアイス。
オカルトが大好きで、座敷わらしがいると言われる旅館に自ら予約を入れ実際に訪れたほか、カナダのオカナガン湖にいるといわれる未確認動物のオゴポゴを見に行くのを希望している。
趣味はオルゴール、スノードーム集め。
目標、憧れている人は渡辺麻友。
タイトル未定の冨樫優花は小学校時代からの親友である。

## 参加楽曲
AKB48名義
LarmeR名義

## 作品

### 映像作品
- AKB48 Team 8 SOLO CONCERT 新春!チーム8祭り 小栗有以の乱／倉野尾成美の乱／坂口渚沙の乱（2017年8月8日、AKS、AKB-D2356/7）
- なぎさのミライ！ドライブ！ティービー（2019年7月8日、UHB北海道文化放送）[41]

## 出演

### バラエティ
- なぎさちゃんのミライ！トライ！ティービー（2014年10月5日 - 2015年9月27日、UHB北海道文化放送） - 冠番組・北海道ローカル[8]
- なぎさのミライ！ドライブ！ティービー（2015年10月4日 - 2018年6月24日、UHB北海道文化放送） - 冠番組・北海道ローカル[42][43]

### その他のテレビ番組
- 車あるんですけど...？（2018年5月13日・20日、テレビ東京）[44]
- 第33回アイデア対決！全国高等専門学校ロボットコンテスト2020 北海道地区大会（2020年11月23日、NHK総合） - MC[45][46]
- 秘密のケンミンSHOW極　春の2時間SP（2023年3月30日、日本テレビ）[47]
- ウヨキョクセツ！×マシンガンズ（2024年3月10日、札幌テレビ放送） - 北海道ローカル[48]

### ラジオ
- NBC創立70周年記念特別企画 AKB48×NBCラジオ3時間スペシャル「小栗有以・坂口渚沙・小林蘭の…ひろゆきをビビらせたい」（2022年6月13日、NBCラジオ）[49]

### 映画
- 未成仏百物語〜AKB48 異界への灯火寺〜（2021年9月10日公開、キグー） [50]
- 短編映画「雪国物語」（2022年12月2日 - 4日：AkibaScreeming2022にてプレミア公開[51]、モバコン） - 主演・幸 役[52][53]
- 短編映画「オホーツク流氷物語」（2023年12月公開） - 主演・幸 役[54]

- 短編映画「オホーツク流氷物語 第二章」（2024年12月公開予定） - 主演・幸 役[55]

### ネット配信
- AKBホラーナイト アドレナリンの夜 第40話「人形の家」（2016年2月25日、ビデオパス・テレ朝動画） - 主演・葵 役[56]
- SMALL WORLDS TOKYO「小さな国ちゃんねる」（2020年10月1日・2日）[57]
- 緊急検証! 怪運・呪物鑑定團～NO JUBUTSU,NO LIFE～（2022年6月18日、オカルトエンタメ大学・youtube）[58]

### 舞台
- リーディングシアター「恋工場」（2016年9月24日、ベルサール渋谷ガーデン Cホール）[59]
- Bee School（2019年9月4日 - 13日、品川プリンスホテル クラブeX） - マリカ 役[60][61]
- 舞台「マジムリ学園_蕾-RAI-」（2021年3月27日 - 4月4日、天王洲 銀河劇場） - サクラ 役[62]
- 舞台版「マーダー☆ミステリー 〜探偵・斑目瑞男の事件簿〜」（2021年12月4日、浅草花劇場） - 蛍原梢〈大学生〉 役[63]
- 舞台「いわかける！ - Sport Climbing Girls -」（2022年2月19日、サンシャイン劇場） - 藤村あすか 役（日替わりゲスト）
- AKB48 Team 8「KISS 8」（キス バイ エイト）-8th Anniversary Special Performance-（2022年5月13日 - 22日、天王洲 銀河劇場）[64][65][66]
- 舞台「アサルトリリィ・イルマ女子美術高校編 -The Gleam of Dawn-」（2023年4月13日 - 19日、かめありリリオホール） - 日下部蓮月 役[67][68]

### 朗読劇
- うち劇「『カラオケミュージカル』タイムリープガール」（2021年10月16日、ライブ配信） - 石野知世 役[69]
- Société Le théâtre Élysée それを言っちゃお終い「Fallait pas le dire !」〜PREVIEW〜（2022年12月16日 - 18日、六本木トリコロールシアター）[70][71]

### 劇場ドラマ
- LOVE ゼミコン-愛の"前奏曲（プレリュード）"- （2018年7月1日公開、SHINING☆劇場） - 岡本あや 役[72]

### CM
- 日清麺ニッポン 札幌濃厚味噌ラーメン（2016年 - 、日清食品） - 北海道ローカル
- 新型ハリアー（2017年6月12日 - 、札幌トヨペット） - 北海道ローカル[73]
- ベル食品 - 北海道ローカル[74][75][76]
  - ジンギスカンたれ（2018年4月20日 - ）[20]
  - 食べあきしないやきにくたれ（2018年4月20日 - ）[20]
  - ラーメンサラダのたれ（2018年6月4日 - ）[77]
  - スープカレーの作り方（2018年7月3日 - ）[78]
  - おろししゃぶしゃぶのたれ（2018年10月9日 - 21日）[21][79]
- アニメイト イオンモール旭川駅前店舗移転・リニューアルオープン（2022年10月15日） - CMナレーター[80]

### イメージキャラクター
- 「Made in 北海道」応援大使（2016年9月3日 - 、「Made in 北海道」事業実行委員会[注 1]）[81][82]
- 北海道♥献血推進ガール（2018年3月3日 - 、北海道赤十字血液センター）[18]
- 「民族共生象徴空間」開設PRアンバサダー（2018年10月 - 2020年7月）[24][25][83]

### ゲーム
- ファイブキングダム―偽りの王国― （2018年、liica） - フローレ 役[84][85]

### イベント
- プロ野球「北海道日本ハムファイターズ対オリックス・バファローズ戦」始球式（2015年5月15日、札幌ドーム）[86][87]
- 札幌コレクション2017（2017年4月29日、北海道立総合体育センター）[88]
- スポーツ！北海道フォーラム
  - 〜パラスポーツを通じて共生社会の理解を深める〜（2017年11月3日、道新ホール）[89]
  - 〜東京2020パラリンピック競技大会で大きな夢を〜（2018年9月29日、道新ホール）[90][91]
- 〜国立アイヌ民族博物館 ポップアップイベント〜イランカラプテ TOKYO！ Prodused by 北海道新幹線 × nittan地域戦略会議（2017年11月25日、池袋サンシャインシティ）[92]
- 第30回 マイナビ 東京ガールズコレクション 2020 SPRING/SUMMER（2020年2月29日、国立代々木競技場第一体育館）[93][94]
- 国立施設ウポポイ開業記念オープニングセレモニー（2020年7月12日、民族共生象徴空間 ウポポイ） - ゲスト[95][96]
- ツーリズムEXPO2022（2022年9月25日、東京ビッグサイト）[97]
- ふるさと映画祭（2022年12月4日、神田明神ホール）[98]

## コンサート
- チーム8 坂口渚沙ソロコンサート「新春!チーム8祭り〜坂口渚沙の乱〜」（2017年1月14日、TOKYO DOME CITY HALL）[13]

## 書籍

### 雑誌連載
- LOVE berry（2015年12月25日 - 、徳間書店） - レギュラーモデル（ベリモ）[99][100]
- LARME（2022年6月17日 - 、徳間書店） -  レギュラーモデル[101]

### 新聞・Web連載
- 読売新聞 北海道版 / 読売新聞オンライン『月刊Team8』（2019年4月26日 - 、読売新聞東京本社 / 2019年4月26日 - 2021年3月26日、読売新聞社） - 「渚沙の北海道アイドル化宣言」を連載[102][103]